# Wildnörderer
Le Wildnörderer est une montagne qui s’élève à 3 011 m d’altitude dans les Alpes de l'Ötztal, en Autriche. Il forme l'extrémité de la crête nord-ouest de la Nauderer Hennesiglspitze.